# Bobby Timmons
Robert Henry Timmons, detto Bobby (Filadelfia, 19 dicembre 1935 – New York, 1º marzo 1974), è stato un pianista e compositore statunitense di musica jazz.

## Biografia
Bobby Timmons crebbe a Filadelfia allevato dal nonno sacerdote della cui chiesa, dopo aver iniziato a prendere lezioni di piano, a soli sei anni divenne l'organista. La formazione musicale gospel, unita a una grande padronanza della mano sinistra, gli fu di aiuto per sviluppare la capacità di improvvisazione che avrebbe portato il pianista a sfoggiare energia ritmica e ricchezza melodica in un voicing che richiama Red Garland.
Trasferitosi a New York non ancora ventenne, divenne subito, assieme a Wynton Kelly, uno dei pianisti più richiesti. L'esperienza più significativa fu quella nel 1956 con il gruppo di Chet Baker che annoverava anche Phil Urso e Art Farmer. Seguirono tantissime collaborazioni con Hank Mobley, Sonny Stitt, Lee Morgan, Curtis Fuller, Maynard Ferguson, Art Pepper e Kenny Burrell, fino al suo approdo nel 1958 ai Jazz Messengers di Art Blakey. A quel periodo risale la sua più celebre creazione, Moanin', che divenne un classico. Per un breve periodo transitò nel quintetto di Julian Cannonball Adderley, a cui offrì altre due famose composizioni, Dis Here e Dat There.
Lasciati i Jazz Messengers nel 1961, Timmons creò una propria formazione di tre elementi, ma non riuscì a raggiungere il successo dei leader con cui aveva suonato negli anni precedenti. La sua fortuna lentamente declinò e il pianista, che comunque non smise di essere attivo, devastato dalla dipendenza dall'alcol morì di cirrosi epatica a soli 38 anni.

## Discografia
- 1957 - Jenkins, Jordan and Timmons (New Jazz Records, NJLP 8232)
- 1960 – This Here Is Bobby Timmons! (Riverside Records, RLP 12-317)
- 1960 – Soul Time (Riverside Records, RLP 334)
- 1961 – Easy Does It (Riverside Records, RLP 363)
- 1962 – In Person (Riverside Records, RLP 391)
- 1962 – Sweet and Soulful Sounds (Riverside Records, RLP 422)
- 1963 – Born to Be Blue! (Riverside Records, RLP 468)
- 1964 - From the Bottom (Riverside Records RS 3053) pubblicato nel 1970
- 1964 - Little Barefoot Soul (Prestige Records PR 7335)
- 1964 - Chun-King (Prestige Records PR 7351) pubblicato nel 1965
- 1964 - Workin' Out! (Prestige Records PR 7387) pubblicato nel 1965 - con Johnny Lytle
- 1964 - Holiday Soul (Prestige Records PR 7414) pubblicato nel 1965
- 1965 - Chicken and Dumplin's (Prestige Records PR 7429)
- 1966 - The Soul Man! (Presige Records PR 7465)
- 1966 - Soul Food (Prestige Records PR 7483)
- 1967 - Got to Get It! (Milestone Records MSP 9011) pubblicato nel 1968
- 1968 - Do You Know the Way? (Milestone Records MSP 9020)
- 1972 - Live at the Connecticut Jazz Party (Chiaroscuro Records CR 2030)[4] pubblicato nel 1981
- 1975 - Moanin' (Milestone Records M-47031) Compilation[3][5]